# Itosigo kuwayamai
Itosigo kuwayamai är en tvåvingeart som först beskrevs av Ito 1933.  Itosigo kuwayamai ingår i släktet Itosigo och familjen borrflugor. Inga underarter finns listade i Catalogue of Life.